# Assata Shakur
Pour les articles homonymes, voir Shakur.
Assata Olugbala Shakur née le 16 juillet 1947 à Jamaica dans le Queens sous le nom de JoAnne Deborah Byron, épouse Chesimard, est une militante politique afro-américaine qui fut membre du Black Panther Party (BPP) et de la Black Liberation Army (BLA). Condamnée à perpétuité pour le meurtre d'un policier lors d'une fusillade, elle s'est évadée en 1979 et a obtenu l'asile politique à Cuba.

## Black Power, procès et évasion
Entre 1971 et 1973, Shakur est accusée de plusieurs crimes et est recherchée par le FBI. En mai 1973, elle est impliquée dans une fusillade sur l'autoroute New Jersey Turnpike, au cours de laquelle Werner Foerster, un officier de police de l'État du New Jersey, et Zayd Malik Shakur, un membre de la BLA, sont tués, et Assata et un autre policier, blessés.
Arrêtée avec Sundiata Acoli, Assata Shakur est jugée lors de six différents procès, inculpée entre autres d'enlèvement, d'assaut armé, et de braquage. Elle est acquittée sur trois d'entre eux, tandis que trois autres chefs d'inculpation sont annulés en raison de l'illégalité des enquêtes du FBI, qui travaillait alors dans le cadre expéditif de COINTELPRO.
Présentée par les autorités comme la « Jeanne d'Arc noire » et la « prêtresse » du mouvement de « tueur de flics », elle affirme avoir été torturée lors de sa détention. Condamnée pour l'homicide du policier et aussi de son compagnon Zayd Shakur, aucune preuve n'a cependant pu montrer qu'elle était en possession d'une arme lors de la fusillade ; en revanche, des preuves montrent qu'elle avait été blessée par balles dans le dos alors qu'elle levait les bras. Sundiata Acoli est également condamné à perpétuité (plus 30 ans) lors du même procès, et demeure derrière les barreaux. Les deux sont jugés par des jurys exclusivement composés de Blancs.
Shakur est ensuite incarcérée dans plusieurs prisons de haute sécurité et mise à l'isolement carcéral. Son traitement attire les critiques de certains groupes de défense des droits de l'homme. Elle s'évade le 2 novembre 1979 avec le soutien de la BLA et obtient l'asile à Cuba à partir de 1984, transitant apparemment par les Bahamas. Une manifestation de 5 000 personnes a lieu trois jours après son évasion, pour célébrer l'évasion de Shakur, tandis que l'Amsterdam News publie un article intitulé « Run Hard Sister, Run Hard » (« Cours vite sœur, cours vite ! »), du père Herbert Daughtry, leader du National Black United Front.
En 1987, après le braquage de la Brink's d'octobre 1981 mené par la Black Liberation Army avec des membres de la May 19th Communist Organization (ex-membres du Weather Underground, un groupe blanc radical), un membre de la BLA, Tyrone Rison, affirme qu'il avait participé à l'évasion de Shakur avec Mutulu Shakur et Marilyn Buck, présentée par les autorités comme la seule Blanche de la BLA.
Par ailleurs, le militant noir Sekou Odinga est condamné au début des années 1980 pour l'enlèvement de deux gardes de sécurité - qui avaient été détenus lors de l'évasion et transféré d'un toit à un autre -, l'évasion n'étant alors pas un délit fédéral. Il reste emprisonné jusqu'en novembre 2014.

## Années 2000
Depuis le 2 mai 2005, le Federal Bureau of Investigation (FBI) l'a classée comme une « terroriste intérieure » (domestic terrorist) et offre un million de dollars US de récompense pour toute aide à sa capture, avec son inclusion dans la liste des vingt-cinq terroristes les plus recherchés par le FBI (il s'agit d'ailleurs de la première femme à être incluse dans cette liste). Les tentatives de la droite[évasif] pour extrader Shakur ont abouti à des lettres au pape et une résolution du Congrès des États-Unis.
Shakur est la tante des chanteurs hip-hop Tupac Shakur et Mopreme Shakur (elle est la sœur de son beau-père, Mutulu Shakur), et sa vie a été décrite dans plusieurs œuvres de littérature, de cinéma et de musique.

### Notices d'autorité
- Ressources relatives à la musique :   - Discogs
  - MusicBrainz
  - Muziekweb
- Ressource relative à l'audiovisuel :   - IMDb
- Notice dans un dictionnaire ou une encyclopédie généraliste :   - BlackPast
- Notices d'autorité :   - VIAF
  - ISNI
  - BnF (données)
  - IdRef
  - LCCN
  - GND
  - CiNii
  - Espagne
  - Pays-Bas
  - Pologne
  - Israël
  - Australie
  - Norvège
  - Tchéquie
  - WorldCat